# جنوب تانگرنگ
جنوب تانگرنگ (به لاتین: South Tangerang) یک منطقهٔ مسکونی در اندونزی است که در بانتن واقع شده‌است.
 جنوب تانگرنگ ۱۴۷٫۱۹ کیلومتر مربع مساحت و ۱٬۷۹۹٬۶۰۵ نفر جمعیت دارد.